# 母と暮せば
『母と暮せば』（ははとくらせば）は、2015年12月12日に公開された日本映画。主演は吉永小百合と二宮和也。監督は山田洋次。
松竹創立120周年記念作品。第89回アカデミー賞・外国語映画賞部門 日本代表作品。
山田洋次の監修でこまつ座により「戦後“命”の三部作」の最後の1作として舞台化され、2018年10月に初演。

## 概要
井上ひさしが晩年に構想していた、「ヒロシマ」・「ナガサキ」・「沖縄」をテーマにした「戦後命の三部作」の遺志を山田が引き継ぎ、「ナガサキ」をテーマに制作された。「ヒロシマ」が舞台である井上の戯曲『父と暮せば』と対になる形となっている。山田洋次監督の84本目の映画である。

## 原案
本作のタイトルである『母と暮せば』は、原案としてクレジットされる井上ひさしが命名し、2007年の長崎大学で講演した際に公表していた。「戦争」をライフワークとした井上ひさしは、1994年初演の『父と暮せば』の前口上で「おそらく私の一生は、ヒロシマとナガサキとを書き終えたときに終わるだろう」と話していた。2009年秋に肺ガンが見つかった井上は1992年頃から構想を練っていた沖縄の物語（後に『木の上の軍隊』として舞台化）に取りかかり、最後に『母と暮せば』の執筆を決めていた。2010年に井上が亡くなり、沖縄、長崎を舞台にした作品はいずれも未完のままになった。長崎出身の市川森一は東京紀伊國屋ホールであった井上の追悼公演に出かけ、書籍売り場で、原爆で廃墟になった浦上天主堂の写真集を思わず購入した。市川は「ふっと、これは井上さんが買わせたんじゃないかな、井上さんは浦上を書きたかったんじゃないか」と思い、井上の遺志を継ぎ、『母と暮せば』を引き継ごうと決意した。市川はこまつ座の社長で井上の三女・井上（石川）麻矢にも「長崎の仕事を僕に引き継がせて下さい。長崎人としての義務だと思うから」と伝えていた。2010年秋に記者の取材に原爆劇への意欲を語っていたが、市川も2011年暮れに亡くなった。

## ストーリー

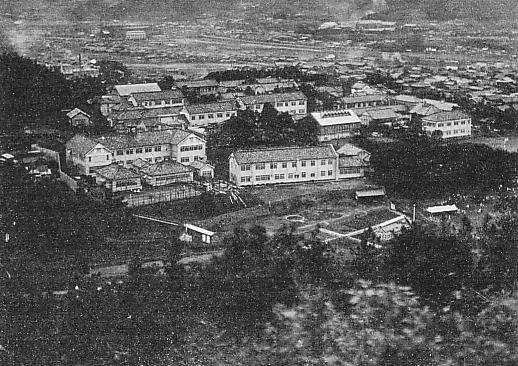
主人公・浩二が通っていた大学とされる長崎医科大学（1930年頃の写真）

1945年8月9日午前11時2分、主人公の長崎医科大学に通う福原浩二は長崎の原爆で跡形もなく被爆死した。それから3年後、助産婦を営む浩二の母・伸子もようやく息子の死を受け入れようとしていた。浩二の墓参りから帰った伸子が夕食時に息子の写真に語りかけていると、原爆で被爆死したはずの彼が亡霊となって現れる。
伸子は驚きながらも浩二との再会を喜び、その日から息子の子供の頃の話、生前の将来の夢や死んだ浩二の兄の思い出などを語り合う。浩二の生前の恋人・町子は今でも彼を想い続け伸子との交流を続けていたが、彼もまた彼女に未練が残っていた。伸子はそれぞれとの会話で浩二と町子のお互いの想いを知るが、若い彼女が死んだ息子を想って残りの人生を過ごすのを不憫に思い始める。
伸子は町子のことを思って他の男性との恋を考えるよう助言するが、町子はその申し出を拒む。一方同じく伸子から町子を諦めるよう説得された浩二は、数日間悩んだ末彼女から身を引く決心をする。浩二は助産師をする伸子の体を心配するが彼女は「大丈夫」と言った後、生前息子が憲兵にスパイ容疑をかけられたことや高校時代の文化祭のことなどを懐かしそうに聞く。
ある日の会話で伸子は、町子に気になる男性が現れたことに気づくが、頑なに結婚を拒む彼女にその理由を尋ねる。町子は3年前の原爆で親友を亡くして自分だけ助かったことに負い目を感じていたことを打ち明ける。町子を慰めた伸子は、「きっと浩二もあなたの幸せを望んでいるはず」と説得するが、彼女は戸惑ってそのまま帰ってしまう。その日から町子は伸子の前に姿を見せなくなるが、同じ頃から伸子は生活の疲れが出て徐々に体に影響が始める。
年の瀬が迫る頃一人の男性を連れた町子が久しぶりに伸子の家に訪れ、彼と婚約したことを告げる。申し訳無さそうに謝る町子に伸子は「これで良かったのよ」と抱きしめ、婚約者との幸せを願い送り出す。その夜伸子は浩二に町子の婚約のことを伝えた後床につくが、数日前から体調が悪かった彼女はそのまま息を引き取ってしまう。浩二と同じく霊となった伸子は、自らの葬儀が行われている教会へ行き、参列した町子の幸せを祈った後2人で天国へと旅立つ。

## 登場人物
福原 伸子
演 - 吉永小百合
浩二の母であり、クリスチャン。助産院を営んでおり、妊婦の自宅に出向いて出産や産後ケアなどをしている。浩二が生きていた頃から体が弱く、血圧の薬を服薬している。浩二が幼い頃に夫を結核で亡くし、数年前に長男はビルマで戦死、唯一の家族であった次男・浩二までも原爆で亡くしてしまう。8月9日の長崎原爆で跡形もなく爆死した浩二のことが忘れられず法事をせずに陰膳を続け、3年後に亡霊となって現れた彼と再会する。普段は穏やかで思いやりのある性格だが、数年前に浩二にスパイ容疑がかかり憲兵に連れて行かれた時は、息子を助けるために相手の話じゃ埒が明かないと司令官に直接掛け合うなど大胆な行動を取ることもある。
終盤、正月が来る前に体がさらに衰弱しており、そこで浩二から死期が近いことを諭され、眠るように静かに息を引き取る。ラストで浩二と同様、亡霊となり自らの葬儀が行われている教会へ行き、その後に冥界に旅立つ。
福原 浩二
演 - 二宮和也
伸子の息子で、唯一の家族。医師になるため、長崎医科大学に通う学生だったが、8月9日の長崎原爆で跡形もなく被爆死してしまう。3年後に亡霊となり、伸子のもとに現れる。本人曰く、「母さんの諦めが悪いからなかなか出てこられなかった」とのこと。上海のおじさんや町子がいる時には現れない。本人によると「泣いてしまうと幽霊である自分自身が消えてしまう」とのこと。ちなみに自身が死んだことは認識しているが原爆投下時の記憶はなく、後日母から当時のことを伝えられる。
伸子曰く、よく笑う陽気な性格でかなりのおしゃべり（何があっても反応するまで「母さん」とばかり)で感情表現豊か。過去に指揮者、映画監督、小説家などになりたいとの夢も持っていた。メンデルスゾーンが好きで、生前はその中でも「ヴァイオリン協奏曲ホ短調作品64」のレコードを自室でよく聴いていた。オノトの万年筆や父の形見であるエルジンの腕時計を愛用していた。好物は卵焼きと母の握ったおにぎり。
終盤、体が衰弱しきった伸子にもう来られないことを嘆き、逆に悲しませてしまう。その後、伸子に「あなたはもう僕達の世界に来ている」と言い、冥界に連れて行く。ラストで伸子の葬儀が行われている教会へ行き、共に冥界に旅立つ。
佐多 町子
演 - 黒木華
浩二の恋人で、終戦後にてんじん小学校教諭となった。体が弱い伸子のために、時折伸子の家を訪問しては家事を行い、この3年間実の母娘のようにお互いに支え合ってきた。控えめな性格だが一方で頑固な所もあり、浩二からは「賢いが世間知らず」と評されている。3年前は女学生だったが戦時中三菱重工業長崎兵器製作所茂里町工場に動員され、8月9日は腹痛で工場を休んでいたため被爆を免れる。伸子から浩二のことを忘れて新しい恋人を見つけてほしいと言われていたが、当初は「私は浩二のことを想い続けて静かに暮らす」と言い切り、結婚はしないと言っていた。しかし終盤、結婚が決まり、婚約者である黒田と共に伸子の元にやって来る。伸子の葬儀に参列する。
「上海のおじさん」
演 - 加藤健一
長崎市内に住む男性。戦時中、上海で商売をしていたことから引き揚げた後も「上海のおじさん」を名乗り、本名は不明。妻は既に亡く、息子も原爆で死亡している。現在でも物不足な状況の中闇市で商売をしており、時々伸子のもとに訪れては商品をおすそ分けして助けている。伸子から「教養がない無作法な人だが」と評した上で人柄を信頼されている。伸子に好意を寄せているようだが、浩二は必要以上に「上海のおじさん」と親しくならないよう母に言っている。終盤、伸子の葬儀に参列し、涙を流す。
黒田 正圀（まさくに）
演 - 浅野忠信
町子が小学校教諭に奉職した学校の同僚。真面目且つ物静かな性格で、生徒には人気がある。生徒達からは、名字から「黒ちゃん」と呼ばれている（町子より言及)。南方戦線で左足を失くし、両親は原爆で亡くしている。終盤、町子の婚約者となり2人で伸子の元に訪れ、婚約したことを報告する。ラストで町子とともに伸子の葬儀に参列する。
富江
演 - 広岡由里子
福原家の隣人。温厚な性格。伸子と一緒に教会に行くなど隣人として親しくしている。また時々伸子の家に訪れる町子とも顔なじみで時々雑談を交わす。
風見 民子
演 - 本田望結
町子の教え子で、小学2年生。引揚者の子供で、母親とは既に死別した後は2人の妹と祖父と暮らしている。原爆で生き別れた父親の行方を知るため、町子と一緒に復員局へ行くも、既に死亡していたことが判明、それでも涙は流さず、祖父から言われた通り、復員局の職員に死亡通告を書いてもらうことが出来た。
復員局の職員
演 - 小林稔侍
厚生省復員局長崎出張所で働く職員。町子の教え子・民子に父親の死亡通告を書いて渡す。
年配の男性
演 - 辻萬長
鰐口先生
演 - 稲川実代子
川上教授
演 - 橋爪功
冒頭と一瞬の写真と回想のみ登場。病理学教授。8月9日に浩二たち学生が自身の講義を受けている最中に彼と同様、原爆で被爆した。浩二曰く、生前はお酒が大好きでよく福原家にも飲みに来ていたとのこと。被爆によりガラスが全身に突き刺さって重傷を負い、体が震え上がった状態でもお酒が飲みたいことを訴えるも飲むことは出来ず死去し、亡くなった際は水で薄めた消毒用のアルコールで口を湿らせたことが、伸子から浩二に告げられる。

## スタッフ
- 監督 - 山田洋次
- 脚本 - 山田洋次 / 平松恵美子
- 企画 - 井上麻矢
- プロデューサー - 榎望
- 撮影 - 近森眞史
- 美術 - 出川三男
- 音楽 - 坂本龍一[9]
  - 演奏 - 東京フィルハーモニー交響楽団
- 録音 - 岸田和美
- 照明 - 渡邊孝一
- 編集 - 石井巌
- VFXスーパーバイザー - オダイッセイ
- 音響効果 - 帆苅幸雄
- 軍事指導 - 越康広、長谷部浩幸
- 美術アドバイザー - 藪野健
- 協賛 - ソフトバンク、日本郵便
- 特別協力 - JR東日本、久光製薬、ネクスト
- 宣伝協力 - シャープ
- 推薦 - カトリック中央協議会広報
- 題字 - 100%ORANGE
- 協力 - 長崎県、長崎市、長崎大学、長崎原爆資料館、土山秀夫、青来有一、渡辺浩、朝長万左男、調漸、深尾典男、相川忠臣、深堀好敏、高原至、大矢正人、調仁美、常川和宏、川脇絹代、野副由紀美、阿野露団
- 制作・配給 - 松竹株式会社
- 制作プロダクション - 松竹撮影所東京スタジオ
- 制作協力 - 松竹映像センター
- 製作 - 「母と暮せば」製作委員会（松竹、住友商事、テレビ朝日、木下グループ、博報堂DYメディアパートナーズ、松竹ブロードキャスティング、ジェイ・ストーム、読売新聞社、博報堂、朝日放送、日本出版販売、GYAO、メ〜テレ、こまつ座、長崎新聞社、長崎文化放送、講談社、九州朝日放送、北海道テレビ放送）

## 製作

### 撮影
2015年4月26日にクランクインし、同年7月10日・11日の長崎ロケをもってクランクアップ。制作から完成までの様子は、ドキュメンタリー番組『BS1スペシャル 戦争を継ぐ 〜山田洋次・84歳の挑戦〜』（2015年11月15日、NHK BS1）で放送された。
なお『小さいおうち』（2014年）まで山田洋次監督作における冒頭の松竹ロゴは、富士山の風景画をバックに「松竹映画」の文字とロゴが描かれたものだったが、本作からは本物の富士山の映像をバックに「松竹」の文字とロゴが描かれたものに変更された。

## 受賞歴
- 第89回キネマ旬報ベスト・テン[12][13]
  - 日本映画ベスト・テン 第9位
  - 主演男優賞（二宮和也）
  - 助演女優賞（黒木華、『ソロモンの偽証』『幕が上がる』と合わせて受賞）
- 第39回日本アカデミー賞[14]
  - 最優秀主演男優賞（二宮和也）
  - 最優秀助演女優賞（黒木華）
  - 優秀作品賞
  - 優秀脚本賞（山田洋次・平松恵美子）
  - 優秀主演女優賞（吉永小百合）
  - 優秀助演男優賞（浅野忠信）
  - 優秀撮影賞（近森眞史）
  - 優秀照明賞（渡邊孝一）
  - 優秀美術賞（出川三男）
  - 優秀録音賞（岸田和美）
  - 優秀編集賞（石井巌）
- 第70回毎日映画コンクール[15]
  - 男優助演賞（加藤健一）
  - 音楽賞（坂本龍一）

## 関連商品
絵本
- 山田洋次（文）、森本千絵（絵）『母と暮せば』（2015年11月19日、講談社、ISBN 978-4-06-219848-6）　
  - 文：山田洋次、絵：森本千絵

ノベライズ
- 山田洋次、井上麻矢『小説 母と暮せば』（2015年12月4日、集英社、ISBN 978-4-08-775428-5）

サウンドトラック
- 坂本龍一『「母と暮せば」オリジナル・サウンドトラック』（2015年12月9日、commmons、RZCM-59990）

DVD
- 母と暮せば 豪華版〈初回限定生産・2枚組〉（2016年6月15日、松竹、DB-0881）
- 母と暮せば（2016年6月15日、松竹、DB-0882）

ブルーレイ
- 母と暮せば 豪華版〈初回限定生産・2枚組〉（2016年6月15日、松竹、SHBR-0376）
- 母と暮せば（2016年6月15日、松竹、SHBR-0377）

## 舞台
『父と暮せば』『木の上の軍隊』に続くこまつ座「戦後“命”の三部作」の最後の1作として、井上ひさしによる原案をもとに畑澤聖悟が脚本を手掛け二人芝居として舞台化。こまつ座第124回公演として2018年10月5日に東京・紀伊國屋ホールにて栗山民也の演出、富田靖子と松下洸平の出演で初演された。映画版で監督・脚本を担当した山田洋次が本作では監修を務めた。東京のほか、茨城、岩手、滋賀、千葉、愛知、埼玉、兵庫で上演。

### キャスト
- 福原伸子 - 富田靖子
- 福原浩二 - 松下洸平

### スタッフ（舞台）
- 原案 - 井上ひさし
- 作 - 畑澤聖悟
- 演出 - 栗山民也
- 協力・監修 - 山田洋次

### 公演日程
- こまつ座第124回公演
  - 2018年10月5日 - 21日、東京・紀伊國屋ホール
  - 全国各地にて上演（茨城、岩手、滋賀、千葉、愛知、埼玉、兵庫）
- こまつ座第137回公演
  - 2021年7月3日 - 14日、東京・紀伊國屋ホール
- こまつ座第150回公演
  - 2024年8月18日 - 31日、東京・紀伊國屋サザンシアター TAKASHIMAYA他[20]

### 受賞歴（舞台）
- 第53回紀伊國屋演劇賞 個人賞（前田文子〈衣装〉）
- 平成30年度（第73回）文化庁芸術祭 演劇部門 新人賞（松下洸平）
- 第26回（2019年）読売演劇大賞 [21][22]
  - 大賞・最優秀演出家賞（栗山民也）[注 3]
  - 優秀男優賞・杉村春子賞（松下洸平）[注 4]